# Marjorie Main
Marjorie Main, pseudonimo di Mary Tomlinson (Acton, 24 febbraio 1890 – Los Angeles, 10 aprile 1975), è stata un'attrice statunitense.

## Biografia
Figlia di Samuel J. Tomlinson, reverendo della Christian Church (Disciples of Christ), e di Jennie L. McCaughey, studiò al Franklin College di Franklin (Indiana) e all'Hamilton College (Kentucky), e iniziò a calcare le scene malgrado l'opposizione dei genitori. Dapprima si unì a una compagnia di giro con repertorio shakespeariano e successivamente passò a quello brillante del vaudeville, nei circuiti teatrali Chautauqua e Orpheum, dove lavorò per diverso tempo con il comico W.C. Fields, debuttando a Broadway nel 1916. Nel 1921 sposò Stanley LeFevre Krebs e si allontanò temporaneamente dal mondo dello spettacolo, tranne per alcuni ruoli non accreditati sul grande schermo, per farvi ritorno nel 1935, alla morte del marito.
Dopo aver debuttato nel cinema nel 1931 con il film A House Divided, la Main si specializzò in personaggi di matura donna della upper class, come la donnetta di campagna che ha come vicini di casa un musicista sfortunato e la sua famiglia, in Musica nell'aria (1934), e in figure femminili di forte carattere, come la madre del giovane gangster "Baby Face Martin" (Humphrey Bogart), venerato dai Dead End Kids (giovani teppisti dei bassifondi di New York) in Strada sbarrata (1937), ruolo che aveva già interpretato con successo nella versione teatrale intitolata Dead End. Due anni più tardi fu la coriacea Lucy, proprietaria di un cottage a Reno che affitta a donne in attesa di divorzio, nella commedia Donne (1939) di George Cukor.
Durante gli anni quaranta, la Main fu una delle più celebri e versatili caratteriste del cinema americano. Apparve in sei pellicole accanto all'attore Wallace Beery, tra cui Vecchio squalo (1941), Il postiglione del Nevada (1942) e Bascomb il mancino (1946). Fu la donna giudice Sidney Hawkes in Maschere di lusso (1942), la signora del Sud arricchitasi dal matrimonio con il "re della carne in scatola" (Eugene Pallette) e aspira a entrare nella buona società newyorkese ne Il cielo può attendere (1943). Fu la cameriera Katie in Incontriamoci a Saint Louis (1944) di Vincente Minnelli, e la scattante cuoca Sonora Cassidy in Le ragazze di Harvey (1946). Nel 1947 apparve nella commedia Io e l'uovo, accanto a Fred MacMurray e Claudette Colbert, nella quale interpretò il ruolo dell'ingombrante ma simpatica vicina di casa campagnola Ma Kettle.
Il personaggio valse alla Main la popolarità mondiale e una candidatura all'Oscar alla miglior attrice non protagonista, e inaugurò una lunga serie di commedie incentrate sui personaggi dei coniugi Kettle, nelle quali la Main ebbe come partner l'attore Percy Kilbride, nel ruolo dell'impassibile Pa Kettle. Il sodalizio si ripeté in altre sette pellicole, tra cui I milionari (1949), in cui la coppia diventa ricca grazie alla creazione di uno slogan pubblicitario, I milionari a New York (1950) e Ma and Pa Kettle Back on the Farm (1951). Dopo il ritiro dalle scene di Kilbride, la Main interpretò ancora il ruolo di Ma Kettle in The Kettles on Old MacDonald's Farm (1957), che fu la sua ultima apparizione sul grande schermo.
Dopo essere apparsa in due episodi della serie televisiva Carovane verso il West (1958), la Main si ritirò definitivamente dalle scene. Morì a Los Angeles nel 1975, all'età di 85 anni, per un cancro ai polmoni. È sepolta al Forest Lawn Memorial Park di Hollywood.

## Filmografia
- La sposa nella tempesta (A House Divided), regia di William Wyler (1931) (non accreditata)
- Broken Lullaby, regia di Ernst Lubitsch (1932) (non accreditata)
- Hot Saturday, regia di William A. Seiter (1932) (non accreditata)
- New Deal Rhythm (cortometraggio) (1933) (non accreditata)
- Art Trouble, regia di Ralph Straub (1934) (non accreditata)
- Delitto senza passione (Crime Without Passion), regia di Ben Hecht e Charles MacArthur (1934) (non accreditata)
- Musica nell'aria (Music in the Air), regia di Joe May (1934)
- Love in a Bungalow, regia di Ray McCarey (1937)
- Amore sublime (Stella Dallas), regia di King Vidor (1937)
- Strada sbarrata (Dead End), regia di William Wyler (1937)
- L'uomo che gridava al lupo (The Man Who Cried Wolf), regia di Lewis R. Foster (1937)
- The Wrong Road, regia di James Cruze (1937)
- Piccoli spavaldi (Boy of the Streets), regia di William Nigh (1937)
- The Shadow, regia di Charles C. Coleman (1937)
- City Girl, regia di Alfred L. Werker (1938) (non accreditata)
- Penitenziario (Penitentiary), regia di John Brahm (1938) (non accreditata)
- King of the Newsboys, regia di Bernard Vorhaus (1938) (non accreditata)
- Arditi dell'aria (Test Pilot), regia di Victor Fleming (1938)
- Tre camerati (Three Comrades), regia di Frank Borzage (1938) (non accreditata)
- Senza mamma (Romance of the Limberlost), regia di William Nigh (1938)
- Prison Farm, regia di Louis King (1938)
- Little Tough Guy, regia di Harold Young (1938)
- Under the Big Top, regia di Karl Brown (1938)
- L'amico pubblico n° 1 (Too Hot to Handle), regia di Jack Conway (1938)
- Vogliamo l'amore (Girl's School), regia di John Brahm (1938)
- L'amore bussa tre volte (There Goes My Heart), regia di Norman Z. McLeod (1938)
- Lucky Night, regia di Norman Taurog (1939)
- Armonie di gioventù (They Shall Have Music), regia di Archie L. Mayo (1939)
- Angeli senza cielo (The Angels Wash Their Faces), regia di Ray Enright (1939)
- Donne (The Women), regia di George Cukor (1939)
- Si riparla dell'uomo ombra (Another Thin Man), regia di W. S. Van Dyke (1939)
- Two Thoroughbreds, regia di Jack Hively (1939)
- Questa donna è mia (I Take This Woman), regia di W.S. Van Dyke (1940)
- Women Without Name, regia di Robert Florey (1940)
- Il generale Quantrill (Dark Command), regia di Raoul Walsh (1940)
- L'errore del dio Chang (Turnabout), regia di Hal Roach (1940)
- Peccatrici folli (Susan and God), regia di George Cukor (1940)
- The Captain is a Lady, regia di Robert B. Sinclair (1940)
- Avventura nel Wyoming (Wyoming), regia di Richard Thorpe (1940)
- Wild Man of Borneo, regia di Robert B. Sinclair (1941)
- Il processo di Mary Dugan (The Trial of Mary Dugan), regia di Norman Z. McLeod (1941)
- Vecchio squalo (Barnacle Bill), regia di Richard Thorpe (1941)
- Volto di donna (A Woman's Face), regia di George Cukor (1941)
- Il grande tormento (The Shepherd of Her Hills), regia di Henry Hathaway (1941)
- Se mi vuoi sposami (Honky Tonk), regia di Jack Conway (1941)
- The Bugle Sounds, regia di S. Sylvan Simon (1942)
- Maschere di lusso (We Were Dancing), regia di Robert Z. Leonard (1942)
- The Affairs of Martha, regia di Jules Dassin (1942)
- Il postiglione del Nevada (Jackass Mail), regia di Norman Z. McLeod (1942)
- Tish, regia di S. Sylvan Simon (1942)
- Tennessee Johnson, regia di William Dieterle (1942)
- Il cielo può attendere (Heaven Can Wait), regia di Ernst Lubitsch (1943)
- Johnny Come Lately, regia di William K. Howard (1943)
- Rationing, regia di Willis Goldbeck (1944)
- Incontriamoci a Saint Louis (Meet Me in St. Louis), regia di Vincente Minnelli (1944)
- Gentle Annie, regia di Andrew Marton (1944)
- Murder, He Says, regia di George Marshall (1945)
- Le ragazze di Harvey (The Harvey Girls), regia di George Sidney (1946)
- Bascomb il mancino (Bad Bascomb), regia di S. Sylvan Simon (1946)
- Tragico segreto (Undercurrent), regia di Vincente Minnelli (1946)
- The Show-Off, regia di Harry Beaumont (1946)
- Io e l'uovo (The Egg and I), regia di Chester Erskine (1947)
- La vedova pericolosa (The Wistful Widow of Wagon Gap), regia di Charles Barton (1947)
- Feudin', Fussin' and A-Fightin', regia di George Sherman (1948)
- I milionari (Ma and Pa Kettle), regia di Charles Lamont (1949)
- Jack il bucaniere (Big Jack), regia di Richard Thorpe (1949)
- I milionari a New York (Ma and Pa Kettle Go to Town), regia di Charles Lamont (1950)
- L'allegra fattoria (Summer Stock), regia di Charles Walters (1950)
- Mrs. O'Malley and Mr. Malone, regia di Norman Taurog (1950)
- A Letter From a Soldier, regia di Don Weis (1951) (cortometraggio)
- Mr. Imperium, regia di Don Hartman (1951)
- Ma and Pa Kettle Back on the Farm, regia di Edward Sedgwyck (1951)
- L'avventuriera (The Law and the Lady), regia di Edwin H. Knopf (1951)
- It's a Big Country, regia di Clarence Brown e Don Hartman (1951)
- The Belle of New York, regia di Charles Walters (1952)
- Ma and Pa Kettle Back at the Fair, regia di Charles Barton (1952)
- Ma and Pa Kettle Back on Vacation, regia di Charles Lamont (1953)
- Fast Company, regia di John Sturges (1953)
- 12 metri d'amore (The Long, Long Trailer), regia di Vincente Minnelli (1953)
- Rose Marie, regia di Mervyn LeRoy (1954)
- Ma and Pa Kettle at Home, regia di Charles Lamont (1954)
- Ricochet Romance, regia di Charles Lamont (1954)
- Ma and Pa Kettle at Waikiki, regia di Lee Sholem (1955)
- The Kettles in the Ozarks, regia di Charles Lamont (1956)
- La legge del Signore (Friendly Persuasion), regia di William Wyler (1956)
- The Kettles on Old MacDonald's Farm, regia di Virgil W. Vogel (1957)

## Doppiatrici italiane
- Maria Saccenti in Donne, Peccatrici folli, I milionari, Jack il bucaniere, L'avventuriera, I milionari di New York, 12 metri d'amore, Rose Marie, La legge del Signore
- Lola Braccini in L'amico pubblico n° 1, Il cielo può attendere, Le ragazze di Harvey, Io e l'uovo, La vedova pericolosa
- Giovanna Scotto in La belva umana
- Wanda Capodaglio in L'allegra fattoria
- Francesca Palopoli in Incontriamoci a Saint Louis (doppiaggio tardivo)